# Kypséli (Athènes)
Kypséli (en grec moderne : Κυψέλη, « le rucher ») est un quartier d'Athènes, en Grèce. Il se situe à l'est de la rue Patissíon, au nors de Pedión tou Áreos, à l'ouest de Tourkovoúnia et au sud de la commune de Galátsi. La population du quartier s'élève à 65 000 habitants.

## Source
- (el) Cet article est partiellement ou en totalité issu de l’article de Wikipédia en grec moderne intitulé « Κυψέλη (Αθήνα) » (voir la liste des auteurs).